# Angelika Milster
Angelika Milster (Neustrelitz, 9 dicembre 1951) è una cantante, attrice e doppiatrice tedesca, attiva nel campo del musical, della televisione e del cinema.
Definita la "Grande dame" del musical, deve la sua popolarità soprattutto al ruolo di Gizabella nel musical Cats, legando così il proprio nome al brano Erinnerung, la versione tedesca di Memory. Ha inoltre al suo attivo oltre una ventina di album (di cui 11 in studio) e varie apparizioni in serie televisive e film TV; come doppiatrice ha prestato la propria voce ad attrici quali Bess Armstrong, Valorie Armstrong, Barbara Cook, Melanie Griffith, Audrey Landers, Lorna Luft, Meryl Streep, Tina Martin, ecc.

## Biografia
Angelika Milster nasce a Neustrelitz, nell'allora Germania Est, il 9 dicembre 1951. All'età di 3 anni, però emigra con la sua famiglia in Germania Ovest e si trasferisce ad Amburgo.
All'età di 12 anni, inizia a recitare in uno dei principali teatri della metropoli anseatica, il Thalia Theater e nel 1968, si diploma in canto, danza e recitazione ad Amburgo presso la scuola di recitazione diretta da Margot Höpfner.
Nel 1971, recita nel musical Goldspell al Thalia Theater di Amburgo. In seguito, nel corso degli anni settanta, recita a Düsseldorf, Berlino, Stoccarda, ecc.
Nel frattempo, nel 1975, compare per la prima volta sul grande schermo, segnatamene nel film, diretto da Wolf Gremm, Meine Sorgen möcht' ich haben. Per questo ruolo, riceve il Premio Ernst Lubitsch.
Nel 1983 interpreta per la prima volta nella prima versione in lingua tedesca il ruolo di Gizabella nel musical di Andrew Lloyd Webbe Cats. I brani di questo musical (tra cui Erinnerung, la versione tedesca di Memory interpretata dalla stessa Mistel) vengono raccolti in un LP, che viene certificato disco d'oro.
Nel 1986, incide anche il suo primo album in studio, intitolato Ich bin wie ich bin.
Nel 1987, sposa in secondo nozze il compositore e direttore d'orchestra svizzero André Bauer.
Tra ill 1992 e il 1996, recita in ruoli da protagonista nei musical UFA-Revue, Blue Jeans, Hello Dolly e 
Gipsy.
Nel 1996, pubblica l'album Ich liebe Dich, che viene premiato con il premio Echo.
Nel 2006, si trasferisce in Svizzera assieme al marito André Bauer.

## Discografia parziale

### Album
- 1984: Cats
- 1985: Ich bin wie ich bin
- 1987: Song & Dance
- 1993: Meisterstücke
- 1994: Star Gala – Ich bin wie ich bin
- 1996: Ich liebe Dich
- 1997: Sehnsucht
- 1998: Gypsy
- 1998: Die größten Hits der Filmgeschichte
- 1999: Umarmungen
- 1999: Du bist mein Leben
- 2000: Nur das Beste
- 2001: Komm lass uns träumen
- 2002: Milster
- 2002: Gold – Ihre größten Hits
- 2004: Milster (Tour Edition)
- 2005: Von ganzem Herzen
- 2006: Mit den Augen der Liebe
- 2006: Best Of
- 2007: Goldstücke
- 2008: Ich sage Ja
- 2008: Das Allerbeste
- 2013: Du hast mir Glück gebracht
- 2016: Du hast mir Glück gebracht – Das Beste zum Jubiläum
- 2017: Lieder einer Diva
- 2018: Angelika Milster, Das Neue Best of Album

## Filmografia parziale

### Attrice

#### Cinema
- Meine Sorgen möcht' ich haben, regia di Wolf Gremm (1975)
- Vera Romeyke ist nicht tragbar, regia di Max Willutzki (1976)
- Spiel der Verlierer, regia di Christian Hohoff (1978)
- Eisenhans, regia di Tankred Dorst (1983)

#### Televisione
- Wir 13 sind 17 - serie TV, episodio 01x03 (1972)
- Tatort - serie TV, episodio 01x85 (1978)
- Einmal vor und Revue - film TV, regia di Volker Kühn (1978)
- Träume kann man nicht verbieten - film TV (1979)
- Wo die Liebe hinfällt - film TV (1979)
- Drei Damen vom Grill - serie TV, episodio 03x04 (1980)
- Die zweite Haut - film TV, regia di Frank Beyer (1981)
- Es muß nicht immer Mord sein - serie TV, episodio 01x01 (1982)
- Il medico di campagna - serie TV, 51 episodi (1990-2004)
- Der Parkenhotel - serie TV, 6 episodi (1992)
- Immenhof - serie TV, episodio 01x06 (1994)
- Ein Bayer auf Rügen - serie TV, episodio 02x01 (1994)
- Unsere Hagenbecks - serie TV, episodio 03x03 (1994)
- Liebling Kreuzberg - serie TV, episodio 05x01 (1997)
- Park Hotel Stern - serie TV, episodio 01x05 (1997)
- Salto kommunale - serie TV, episodio 01x02 (1998)
- Das Glück wohnt hinterm Deich - film TV, regia di Jürgen Bretzinger (1998)
- Mama ist unmöglich - serie TV, 13 episodi (1998-1999)
- Rete mortale (Verführt - Eine gefährliche Affäre) - film TV, regia di Michael Karen (1999)
- Adelheid und ihre Mörder - serie TV, episodio 03x06 (2000)
- Körner und Köter - serie TV, 8 episodi (2003)
- Angie - serie TV, 19 episodi (2006-2008)
- Edel & Starck - serie TV, episodio 02x01 (2003)
- Grani di pepe - serie TV, episodio 03x13 (2003)
- Das Beste aus meinem Leben - serie TV, episodio 01x07 (2007)
- Last Cop - L'ultimo sbirro - serie TV, episodio 02x13 (2013)
- Squadra Speciale Colonia - serie TV, episodio 12x09 (2015)

### Colonna sonora
- Wurlitzer - serie TV, episodio 01x01 (1985)
- Il medico di campagna - serie TV, episodio 07x09 (1995)
- Marianne Mendt: That's Entertainmendt - film TV (2015)

## Teatro (lista parziale)
- 1983: Cats (musical)
- 1992: UFA-Revue (musical)
- 1994: Blue Jeans (musical)
- 1995: Hello Dolly (musical)
- 1996: Gipsy (musical)
- 2016: Doris Day - Day by Day (musical)

## Doppiaggi (lista parziale)
- Shrek 2 (2004)

## Premi e riconoscimenti
- 1975: Premio Ernst Lubitsch per Meine Sorgen möcht' ich haben
- 1983: Disco d'oro per l'album Cats
- 1984: Goldene Stimmgabel
- 1992: Goldene Stimmgabel
- 1996: Echo Pop
- 1998: IMAGE – International Musical Award Germany per Gipsy (Theater des Westens, Berlino)
- 2007: Berliner Bär
- 2010: Goldener Vorhang (Publikumspreis des Berliner Theaterclubs) per Ewig jung (Renaissance-Theater, Berlino)
- 2016: smago! Award